# Obernbreit
Obernbreit è un comune tedesco di 1 685 abitanti, situato nel land della Baviera.